# Фарадей (судно)
«Фарадей» (англ. CS Faraday) — судно компании Siemens Brothers, построено в 1874 году компанией C. Mitchell & Company Ltd. на верфях в Ньюкасле. Названо в честь Майкла Фарадея.
За 50 лет эксплуатации в качестве кабелеукладчика «Фарадей» уложил 50 000 морских миль кабеля. В 1924 году судно было продано на слом, однако борта толщиной в 1 дюйм затрудняли работу разборщиков, поэтому Faraday стал угольным блокшивом, названным Analcoal, в Алжире и принадлежащим Англо-Алжирской угольной компании. В 1931 году блокшив был переведён в Гибралтар. В 1941 году судно стало Военно-морским складским судном в Сьерра-Леоне. В 1950 году «Фарадей» вернулся в Англию, где и был разобран на Южно-уэльской верфи.

## Кабельные работы
- 1874 Ри Бич, Нью-Гемпшир, США — Тор-Бей, Новая Шотландия — Баллинскеллигс, Ирландия
- 1879 Брест, Франция — Сент-Пьер
- 1881 Порткурно, Англия — Кансо, Новая Шотландия
- 1882 Порткурно, Англия — Кансо, Новая Шотландия
- 1884 Довер-Бей, Новая Шотландия — Нью-Йорк, США; Довер-Бей — Уотервилль, Ирландия (2 кабеля); Уотервилль — Вестон-Супер-Мар, Англия; Уотервилль — Гавр, Франция
- 1889 Кансо, Новая Шотландия — Нью-Йорк (2 кабеля)
- 1890 Пунта Расса — Остров Санибель — Ки-Уэст; Сен-Круа — Сент-Люсия — Гренада — Тринидад
- 1891 Бактон, Англия — Эмден, Германия
- 1894 Довер-Бей — Уотервилль, Ирландия — Вестон-Супер-Мар
- 1895 Галвестон, Техас — Коацакоалькос, Мексика; Амазонский речной кабель; Довер-Бей — Уотервилль — Вестон-Супер-Мар
- 1900 Довер-Бей — Хорта, Азорские острова — Уотервилль
- 1905 Галвестон, Техас — Коацакоалькос, Мексика
- 1906 Вальпараисо — Икику — Чоррильос (Лима)
- 1909 Флиндерс, Австралия — Порт Далримпл, Австралия
- 1910 Ньюбиггин, Англия — Арендаль, Норвегия
- 1913 Кабели для правительства Голландской Ост-Индии
- 1916 Японский прибрежный кабель
- 1918 Мурманск, Россия — Архангельск, Россия
- 1920 Колон, Панама — Картахена, Колумбия; Санта-Елена — Чоррильос; Куба — Пуэрто-Рико